# Klaus Kienzler
Klaus Kienzler (* 28. Mai 1944 in Triberg) ist ein deutscher römisch-katholischer Theologe und Hochschullehrer.

## Leben
Nach dem Studium der römisch-katholischen Theologie wurde Kienzler 1970 in Rom zum Priester geweiht. Seit 1980 ist er Professor für Fundamentaltheologie an der Universität Augsburg. Seit 1970 ist er in der Pfarrei von St. Remigius in Augsburg tätig, wo er unter anderem auch 12 Jahre lang Pfarrer war.

## Veröffentlichungen (Auswahl)
als Autor:
- Cézanne, Klee, Kandinsky. Zur Phänomenologie der Kunst des Sehens. Herder, Freiburg im Breisgau 2020.
- Bewegung in die Theologie bringen. Theologie in Erinnerung an Klaus Hemmerle. Herder, Freiburg im Breisgau 2017.
- Logik der Auferstehung. Eine Untersuchung zu Rudolf Bultmann, Gerhard Ebeling und Wolfhart Pannenberg. Herder, Freiburg im Breisgau 1976.
- mit Reinhard Göllner und Hans-Jürgen Goertz: Einladung zum Glauben. Vom Verstehen des Menschen zum Verstehen des Glaubens. Herder, Freiburg im Breisgau 1979.
- Glauben und Denken bei Anselm von Canterbury. Herder, Freiburg im Breisgau 1980.
- Der neue Fundamentalismus. Rettung oder Gefahr für Gesellschaft und Religion? Patmos, Düsseldorf 1990.
- Der religiöse Fundamentalismus. Christentum – Judentum – Islam. Beck, München 1996.
- Gott ist größer. Studien zu Anselm von Canterbury. Echter, Würzburg 1997.
- Gott in der Zeit berühren. Eine Auslegung der Confessiones des Augustinus. Echter, Würzburg 1998.
- International Bibliography. Anselm of Canterbury. Mellen, Lewiston 1999.
- Klaus Kienzler schrieb zahlreiche Artikel für das Biographisch-Bibliographische Kirchenlexikon (BBKL).

als Herausgeber:
- mit Alois Halder: Mythos und religiöser Glaube heute. Auer, Donauwörth 1985.
- mit Alois Halder und Joseph Moeller: Experiment Religionsphilosophie. 3 Bände. Patmos, Düsseldorf 1987–1988.
- mit Hanspeter Heinz und Jakob J. Petuchowski: Versöhnung in der jüdischen und christlichen Liturgie. Herder, Freiburg im Breisgau 1990.
- Max Josef Metzger: Christuszeuge in einer zerrissenen Welt. Briefe und Dokumente aus der Gefangenschaft 1934–1944. Herder, Freiburg im Breisgau 1991.
- mit Elisabeth Reil: Als Mann und Frau schuf er sie. Theologische Grundlagen und Konsequenzen. Herder, Freiburg im Breisgau 1995.
- mit Bernhard Casper: Bernhard Welte: Religionsphilosophie. 5., überarbeitete und erweiterte Auflage. Knecht, Frankfurt am Main 1997.